# Список умерших в 923 году

## Июнь
- 15 июня — Роберт I (56), граф Парижа, маркиз Нейстрии, король Западно-Франкского королевства (922—923) из династии Робертинов[1].

## Август
- 27 августа — Агельтруда, императрица Запада и королева Италии, супруга Гвидо Сполетского (891—894) и мать Ламберта Сполетского (894—898)[2].

## Октябрь
- 7 октября — Дадон, епископ Вердена (880—923)[3].

## Ноябрь
- 15 ноября — Риквин, граф Вердена (до 923).

## Дата смерти неизвестна или требует уточнения
- Аббон Горбатый, монах-бенедиктинец из парижского аббатства Сен-Жермен-де-Пре[4].
- Адарнасе IV, царь картвелов и куропалат Картли-Иберии, правитель Тао-Кларджети из династии Багратионов[5].
- Гурген I Артануджели, грузинский принц Тао-Кларджети из династии Багратионов, правивший (эристави) в Артануджи.
- Константин III, царь Абхазии (894—923).
- Ибн Джарир ат-Табари, исламский историк и богослов, основатель и эпоним джариритского мазхаба[6].
- Абу Бакр аль-Халлал, исламский богослов, факих и хадисовед, систематизатор ханбалитского мазхаба[7].
- Харшаварман I, правитель Кхмерской Империи (910—923).
- Раймунд II, граф Альби и Нима (886—918), граф Руэрга и Керси (898—906), граф Тулузы (с 906; до 918 соправитель отца), маркиз Готии (с 918).